# Ljiljana Petrović
Ljiljana Petrović (in serbo Љиљана Петровић?; Bosanski Brod, 1939 – Novi Sad, 4 febbraio 2020) è stata una cantante serba, già jugoslava.
Rappresentò la Jugoslavia all'Eurovision Song Contest 1961 con il brano Neke davne zvezde, classificandosi all'8º posto.

## Biografia
Nata a Bosanski Brod nel regno di Jugoslavia, fu cresciuta a Novi Sad, nella Voivodina, dove iniziò a cantare amatorialmente.
Nell'estate del 1960 si presentò ad un concerto presso villa Carolina, nei pressi di Lussinpiccolo, dove conobbe un regista dell'etichetta jugoslava Jugoton, che le propose di incidere un singolo. Nel febbraio 1961 la cantante partecipò al Jugovizija con il brano Neke davne zvezde, scritto da Miroslav Antić e composto da Jože Privšek, vincendo il festival e ottenendo il diritto di rappresentare la Jugoslavia all'Eurovision Song Contest 1961 di Cannes, in Francia (era la prima volta che la Jugoslavia partecipava al concorso musicale). Esibitasi sotto la direzione d'orchestra di Jože Privšek, si classificò 8ª con 9 punti.

## Discografia

### Album in studio
- 1991 - Najlepse ciganske pesme (con Šaban Bajramović)

### Singoli
- 1961 - Neke davne zvezde
- 1962 - Očaravanje
- 1962 - Mali cvet